# Mandy Walker
Amanda "Mandy" Walker, född 1963 i Bundoora, Victoria, Australien, är en australisk filmfotograf. 

## Karriär
När Mandy Walker gick i high school arbetade hon vid sidan av med stillbildsfoto och på en tv-station. Efter en kurs i filmkritik sökte hon jobb på filminspelningar. Hon fick först diversejobb som "springpojke" och assistent, sen avancerade hon till B-fotograf och stod själv för filmfotot på några studentfilmer och musikvideor. 1989 fotograferade hon sin första långfilm, Tillbaka hem, och har därefter blivit känd som en av Australiens mest framstående filmfotografer. År 2005 flyttade hon till USA där hon också gjort sig bemärkt som fotograf.
Mandy Walker blev mer allmänt känd genom filmen Lantana från 2001. Hennes kolleger i Australian Cinematographers Society gav henne priset Award of Distinction för fotot i filmen. 
I och med uppdraget att fotografera Baz Luhrmanns drama Australia 2008 blev Walker en av få kvinnliga filmfotografer, kanske den enda, som varit chefsfotograf på en mastodontfilm. Vid Oscarsgalan 2023 nominerades Walker till en Oscar för bästa foto för sitt arbete med Luhrmans film Elvis.
Mandy Walker har också fotograferat reklamfilmer, musikvideor och TV-serier.

## Filmfoto (i urval)
- 1989 – Tillbaka hem, regi Ray Argall
- 2001 – Lantana, regi Ray Lawrence
- 2003 – Stephen Glass - rubrikernas man, regi Billy Ray
- 2008 – Australia, regi Baz Luhrmann
- 2011 – Red Riding Hood, regi Catherine Hardwicke
- 2013 – Tracks, regi John Curran
- 2015 – Truth, regi James Vanderbilt
- 2016 – Dolda tillgångar, regi Theodore Melfi
- 2020 – Mulan, regi Niki Caro